# Dine Potter
Dine Potter, född 4 september 1975, är en antiguansk och barbudansk friidrottare. Hon deltog vid olympiska sommarspelen 1996.